# کلرنالترکسامین
کلرنالترکسامین (به انگلیسی: Chlornaltrexamine) با فرمول شیمیایی C۲۴H۳۲Cl۲N۲O۳ یک ترکیب شیمیایی با شناسه پاب‌کم ۵۴۸۶۱۹۰ است. که جرم مولی آن ۴۶۷٫۴۳ g/mol می‌باشد.